# Vietnamezen
De Vietnamezen zijn een volk in Zuidoost-Azië die ca. 86% van de bevolking in Vietnam uitmaken.
Zo'n 80 miljoen van de naar schatting 86 miljoen Vietnamezen wonen in Vietnam. Daarnaast zijn er grote Vietnamese minderheden in de Verenigde Staten (tussen 1,2 en 1,5 miljoen), Cambodja en Laos (ca. 600.000), Frankrijk (ca. 250.000), Australië (ca. 175.000), Canada (ca. 150.000), Duitsland, China en Rusland. Naar Nederland zijn er sinds 1975 ook enkele duizenden Vietnamese bootvluchtelingen gemigreerd.
De Vietnamezen vonden hun oorsprong rond de delta van de Rode Rivier, maar verder is er weinig duidelijk over hun afkomst. Ergens tussen 500 en 200 v.Chr. kwamen ze als etnische groep naar voren uit een smeltkroes van volkeren, waarin onder de meer zeevarenden uit Oceanië en migranten uit Azië waren opgegaan. Na zich als volk te hebben gevestigd, trokken de Vietnamezen gestaag zuidwaarts. Ze vestigden zich op vlakten en in rivierdelta's, om begin 18e eeuw het zuiden van de Mekong-delta te bereiken. Hun land, 1500 kilometer lang, strekt zich als een grote S uit van de Chinese grens tot aan de Golf van Thailand.

## Taal
De Vietnamese taal behoort waarschijnlijk tot de gecompliceerde Austro-Aziatische taalfamilie van het vasteland van Zuidoost-Azië, en is sterk beïnvloed door de duizendjarige Chinese overheersing. In de 17e eeuw ontwikkelden Europese missionarissen een nieuw, op het Latijns alfabet gebaseerd schrift, dat de Chinese karakters (chu nom en han tu) verving en het officiële schrift werd.

## Religie
Het confucianisme/voorouderverering is de belangrijkste godsdienst; vrijwel ieder Vietnamees heeft thuis een altaar voor de overleden voorouders.
Ook het Mahayana-boeddhisme hebben veel aanhangers in Vietnam. Het Theravada-boeddhisme heeft veel minder aanhangers. De noordelijke, eerste variant kwam uit China, de zuidelijke uit India. Boeddhistische instellingen konden vrijelijk hun gang gaan tot de komst van het communisme in de 20e eeuw, toen alle religieuze activiteiten werden ontmoedigd.
Het katholicisme, dat nu nog drie miljoen aanhangers kent, maakte een honderdjarige bloeiperiode door, nadat het land halverwege de 19e eeuw een Franse kolonie was geworden.
In de eerste decennia van de 20e eeuw ontstond in Vietnam de Cao Dai-religie, een combinatie van taoïsme, boeddhisme, confucianisme en christendom.

## Trivia
- Volgens de Legende van Âu Cơ stammen de Vietnamezen af van een fee en een draak.